# Греко-Софійська церква (Херсон)
Греко-Софійська церква (інші назви: Свято-Різдва-Богородичний (Греко-Софіївський) храм; Греко-Софіївська церква в ім'я Різдва Пресвятої Богородиці) — найдавніша церква міста Херсона, знаходиться за адресою вул. Богородицька, 11. Пам'ятка архітектури національного значення, охоронний номер 722.

## Історія церкви

Остров Хіос на гравюрі середніх віків

На початку заснування міста Херсона уряд, у своєму прагненні прискорити заселення степового краю, вирішив залучити сюди поселенців іноземного походження. Першу дерев'яну церкву Святої Софії Премудрості Божої побудували грецькі священики з дозволу генерала Ганнібала. Цими священиками-засновниками стали три брати: Дмитрій, Афанасій та Степан Горнапуло, прибули з острова Хіос, який у той час був захоплений Османською імперією.
У вересні-грудні 1778 року побудована глинобитна церква з дерев'яним каркасом, а вже у 1780 році частково перероблена у кам'яну, з двома престолами: нижній — на честь Різдва Божої Матері, верхній — св. Костянтина і Олени.
Будівництво велось п'ять місяців — з 16-го червня до 10-го листопада 1780-го року.
У чотирьох нішах верхньої частини барабану дзвіниці встановлені скульптури апостолів, вирізані з дерева, вони надають храму своєрідний вид.
Усі богослужіння проводились на грецькій мові і не припинялися навіть під час Другої світової війни. Більш того, настоятель церкви протоієрей Ожіговскій Серафим Якович у період німецької окупації проводив активну діяльність з порятунку і укриття мирних жителів. Після вигнання з міста нацистів він активно збирав кошти на відновлення Херсона, його квартира перероблена в міні-госпіталь для бійців Червоної армії. За безцінну допомогу мешканцям міста у воєнний час нагороджений медаллю «За доблесну працю у Великій Вітчизняній війні 1941—1945 рр.»
Грецька церква вважається однією з найстаріших споруд у Херсоні. Її архітектурою і внутрішнім оздобленням захоплювалися Григорій Потьомкін, Іван Ганнібал, Олександр Суворов, Федір Ушаков.

Настоятель храму Зіновій Пальжок

З 1968 року настоятелем храму був Зіновій Пальжок (1938—2011), який так казав про церкву:
|  | «Для віруючих наша церква асоціюється з Ноєвим ковчегом. Греки, будувавши її, вдало вибрали місце для будівлі — майже на березі Дніпра. З річки храм нагадує корабель, який причалив до херсонської пристані…» |

Офіційно храм називається Свято-Різдва-Богородичний (Греко-Софіївський) храм, але жителі міста вже третє століття називають його просто Грецьким.

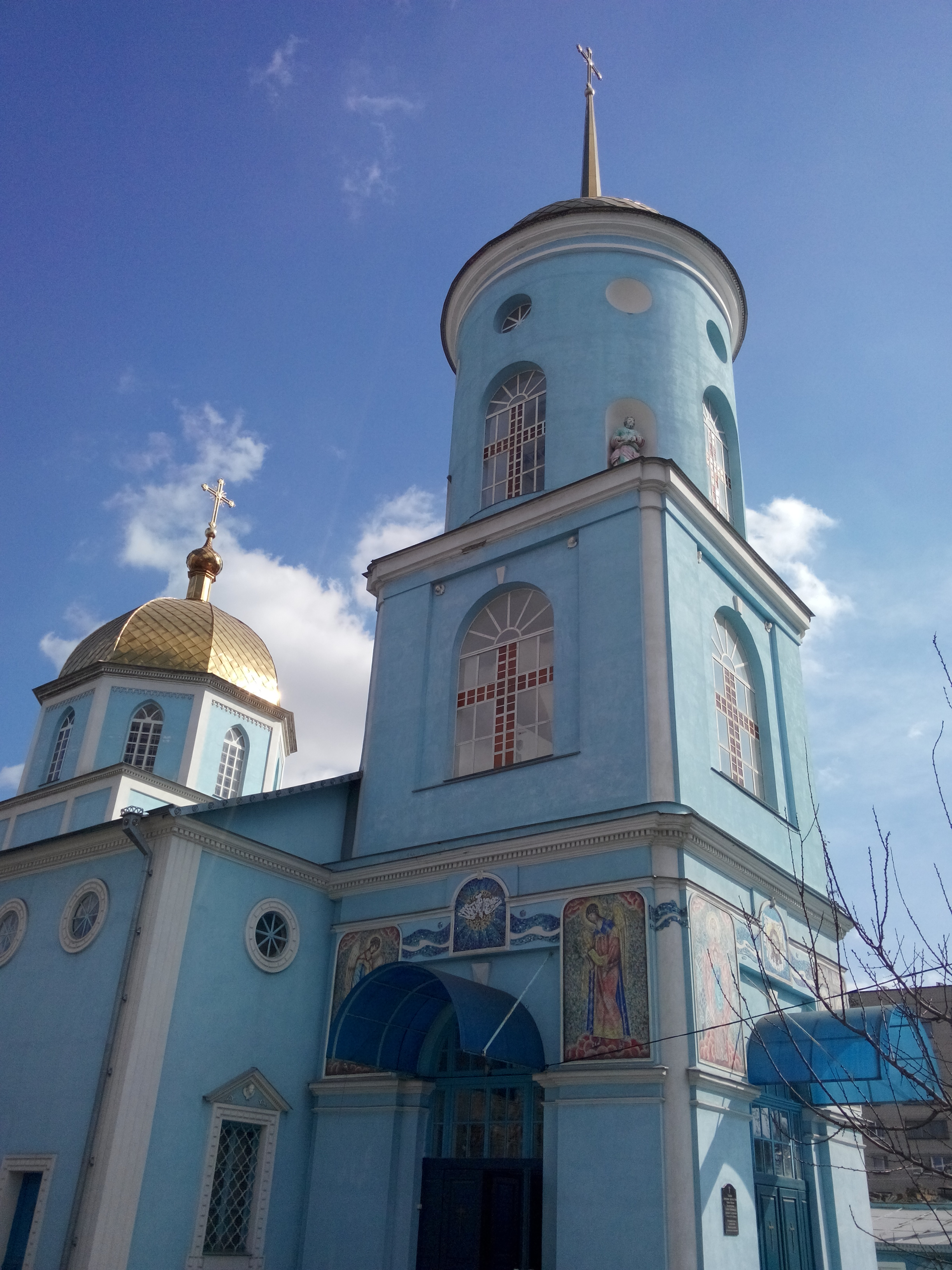

В ніч на 11 квітня 2023 року постраждав від російського обстрілу: пошкоджено стіни та дах, вибито вікна. В ніч на 14 грудня 2023 року черговий обстріл пошкодив вівтарну частину та стелю і знов вибив вікна.

## Архітектура
Церква складена з каменю-ракушняку, купол дерев'яний, обшитий залізом. Побудована в особливому стилі — базиліки (ще у І столітті н. е. базиліками називались будівлі, які складались з нефів (від 3 до 7) й використовувались як адміністративні. Пізніше (у IV столітті) християни додали до базилік купола, перетворивши їх таким чином на Домівки Божі. З часом на Русі такий тип будівництва церков повністю витіснено й замінено на хрестово-купольні), розбитою на три нефи двома рядами колон.

Вигляд із північного заходу. Фрагмент. План

Зі сходу об'єм церкви закінчується низькими апсидами, відповідними нефам, із заходу облаштований центральний вхід через триярусну дзвіницю. Архітектура фасадів лаконічна: гладь стін, увінчаних розвиненим карнизом із зубчиками, порушується чергуванням прямокутних круглих та напівциркульних вікон і ніш. В інтер'єрі зберігся живопис і різьблення, а також настінний живопис у вітрилах.
У дворі церкви зведено дзвіницю, в нішах якої розташовані дерев'яні скульптури апостолів: Матвія, Марка, Луки та Івана. Яруси дзвіниці підкреслені розвиненими карнизами. Вигляд пам'ятника з виразними по конфігурації об'ємами дзвіниці, що переходять від куба в першому ярусі до циліндричного в останньому, з архітектурними розфарбованими дерев'яними скульптурами в нішах, все це надає індивідуальні риси одній з найраніших будівель міста. Особливу цінність храму надає грецький дерев'яний іконостас, якому вже близько 450 років. Внутрішнє оздоблення також практично не змінилося, збереглися живопис і настінні розписи XVIII століття.

## Грецька церква в мистецтві
У 2005 році Олександр Миколайович Бережний, член Національної спілки художників України, лауреат обласної премії імені Героя Радянського Союзу Іллі Кулика, учасник багатьох республіканських, обласних та закордонних виставок почав створювати серію «Херсонські акварелі», до якої ввійшли 300 пейзажів старого Херсона. У 2007 році виданий перший в історії міста художній альбом «Акварели Александра Бережного: Херсон глазами художника», до якого увійшла картина, на якій зображена Грецька церква.

## Пам'ятки
У церкві збереглися книги та предмети богослужіння, які представляють історичну та художню цінність:
- Євангеліє 1719 року видання;
- п'ятиярусний іконостас, вирізаний з горіхового дерева (у ньому вміщено 104 ікони);
- потири (сосуди для причастя) 1787 та 1897 років виготовлення;
- 3 напрестольні хрести 1874, 1890 та 1893 років;
- ікони Преображення Христа та Успіння Божої Матері (XVIII століття)[5].

### Інтер'єр

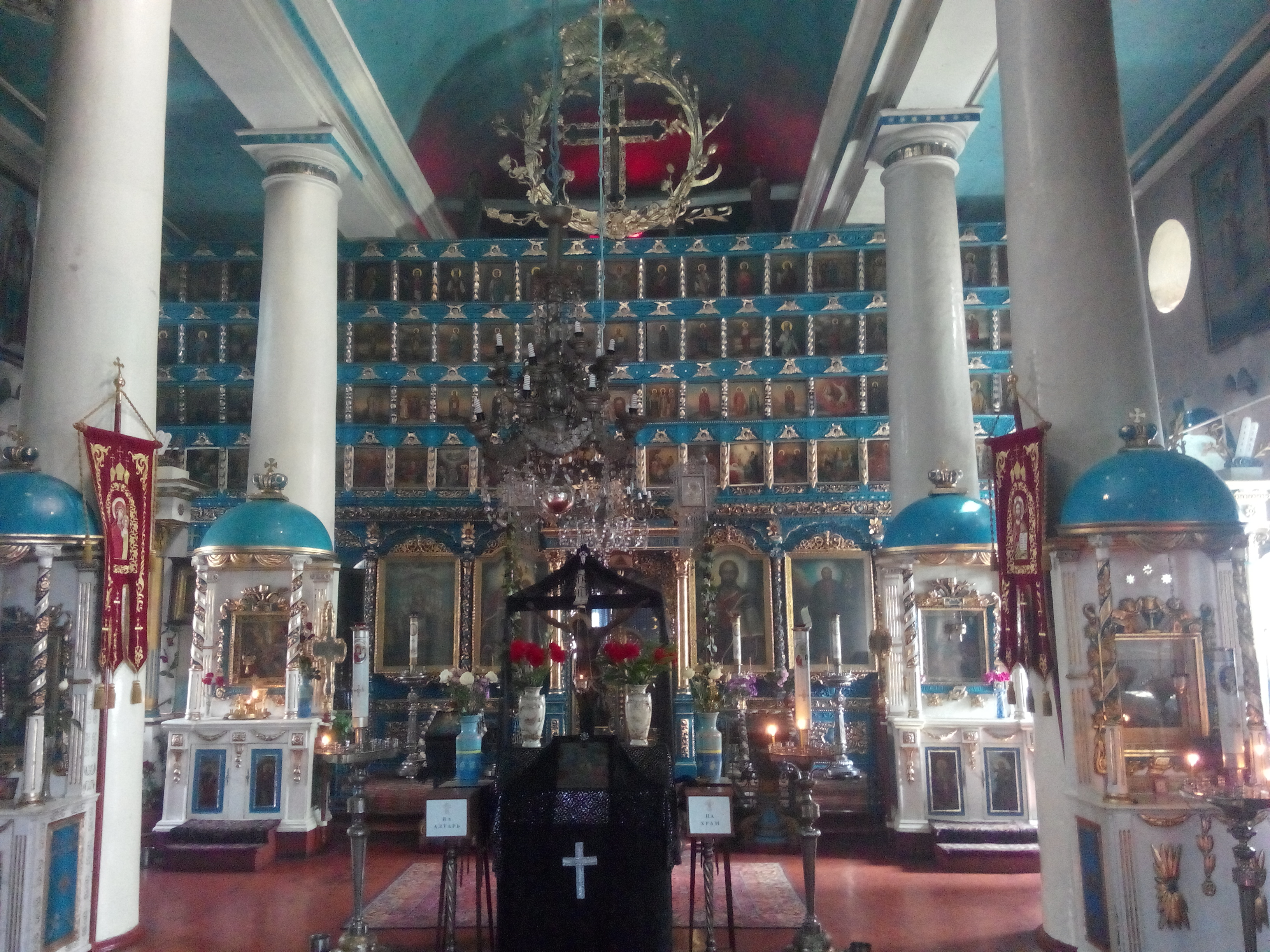
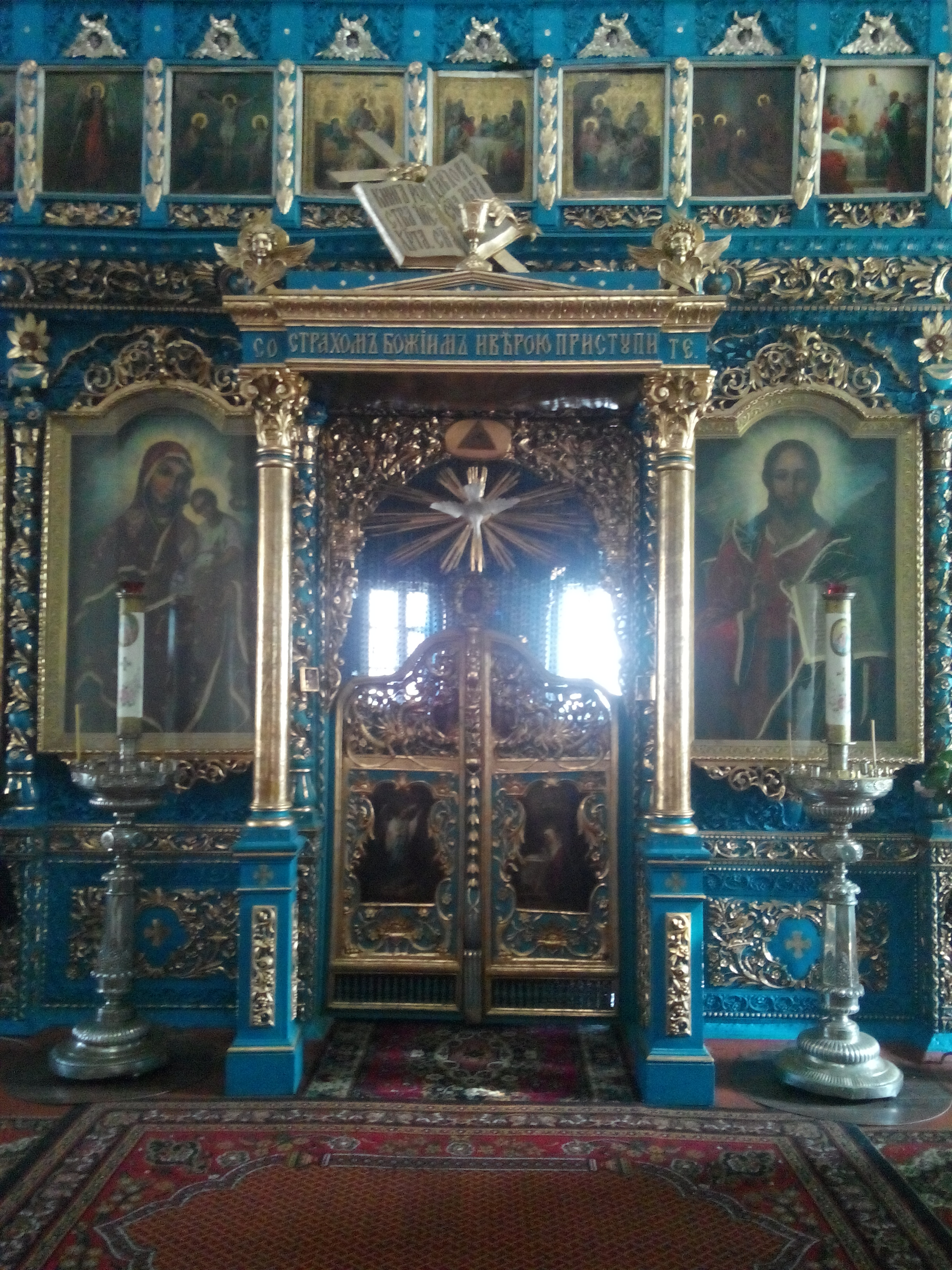
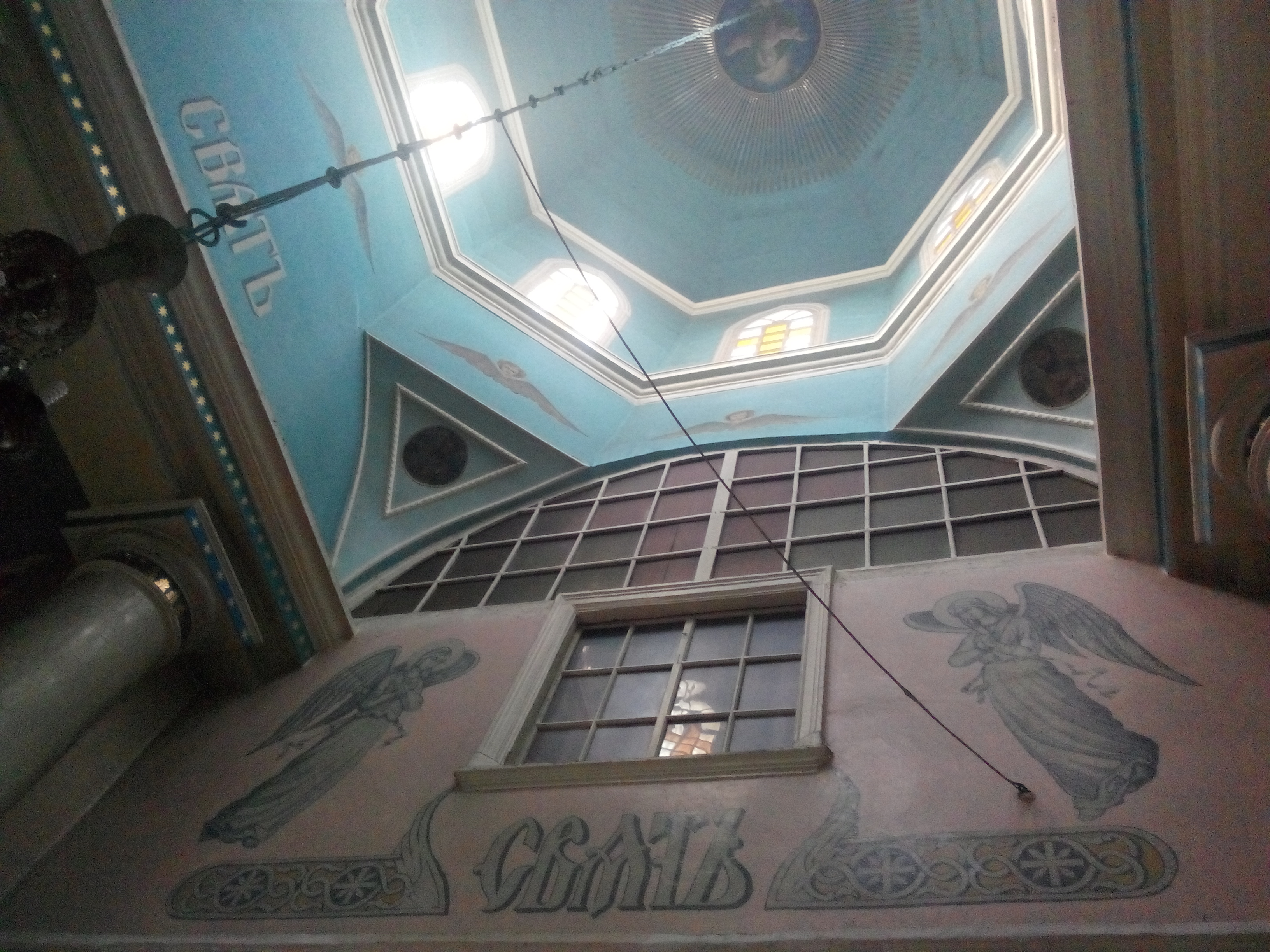
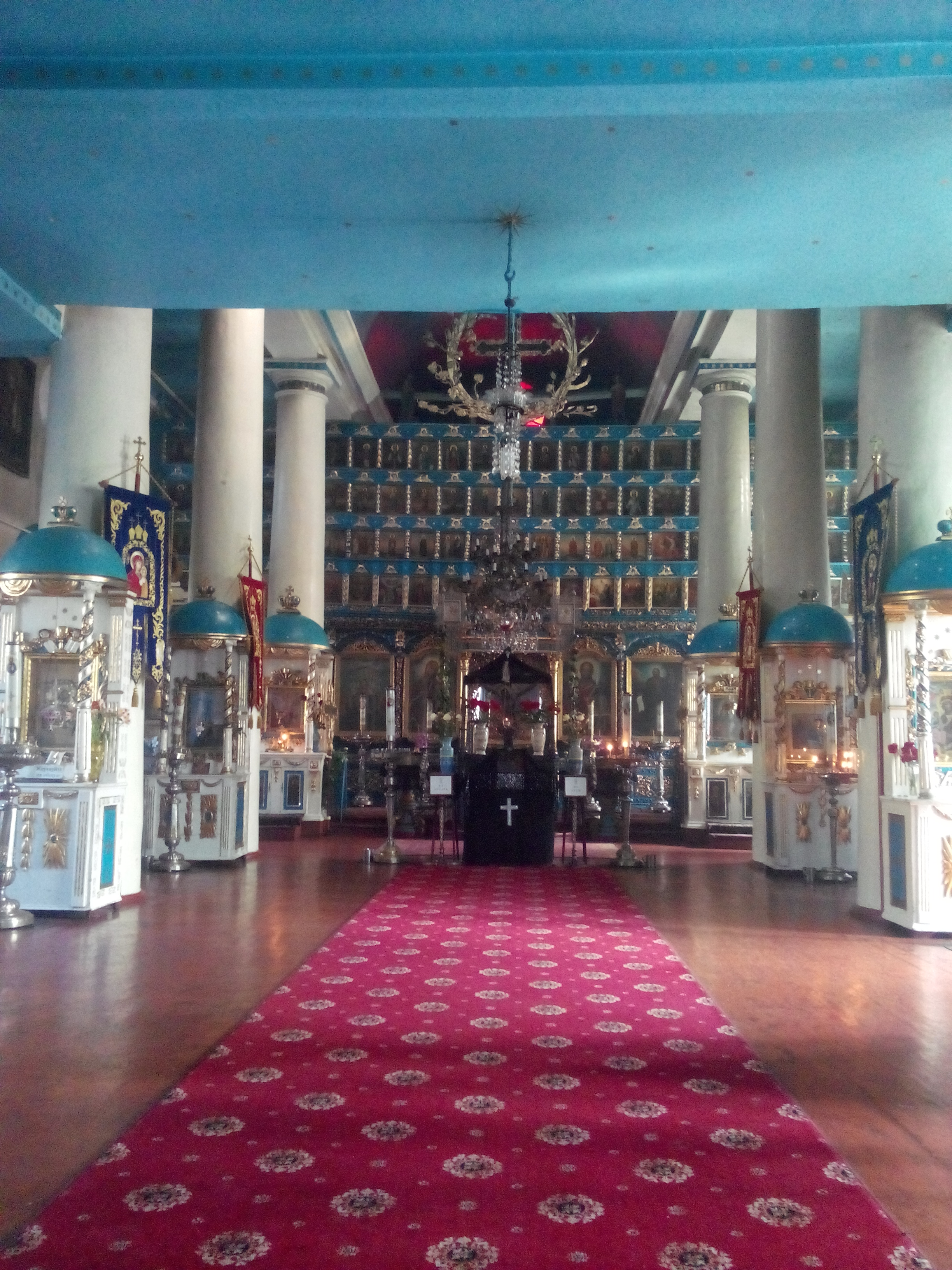

### Зовнішній вигляд

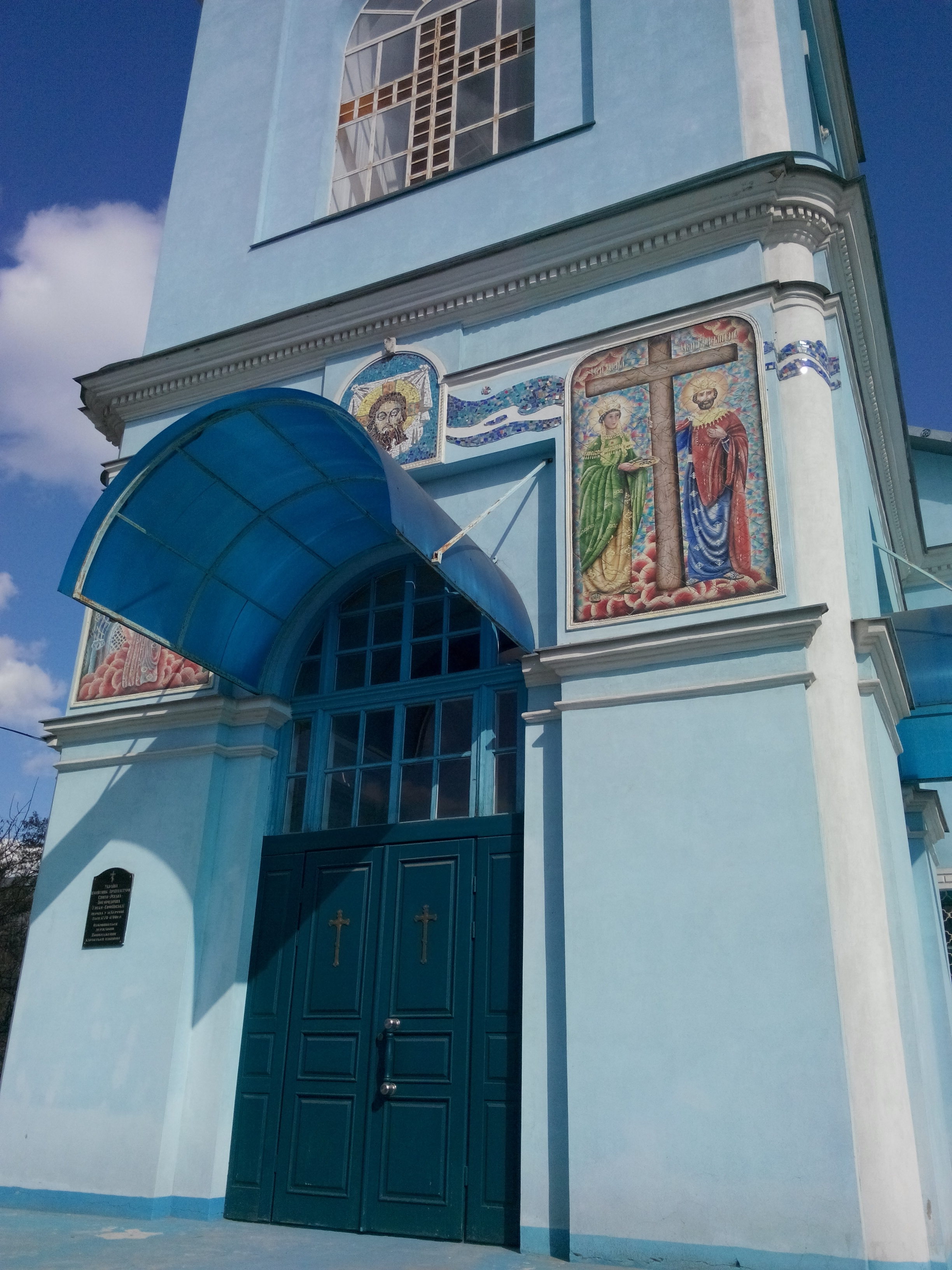
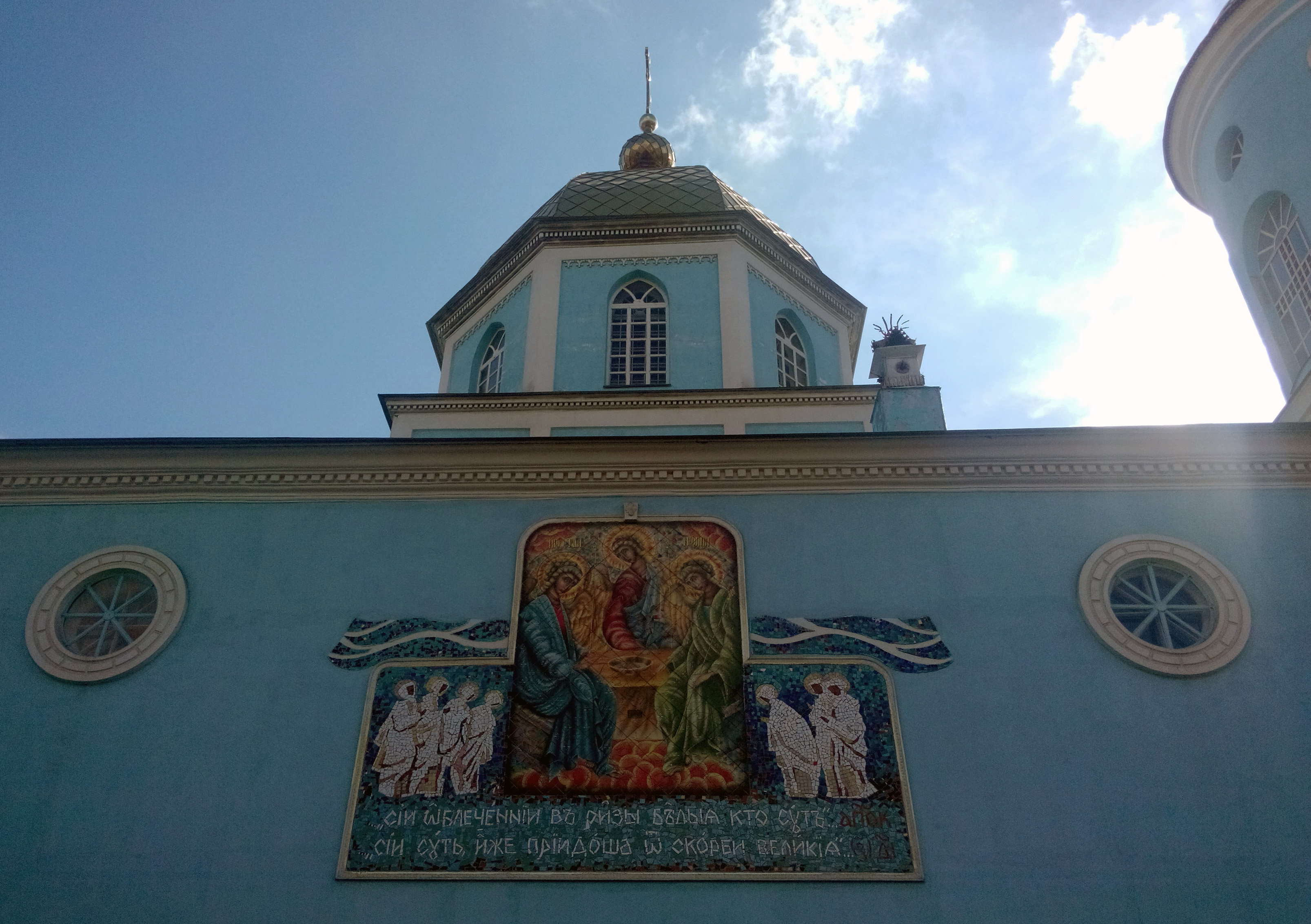
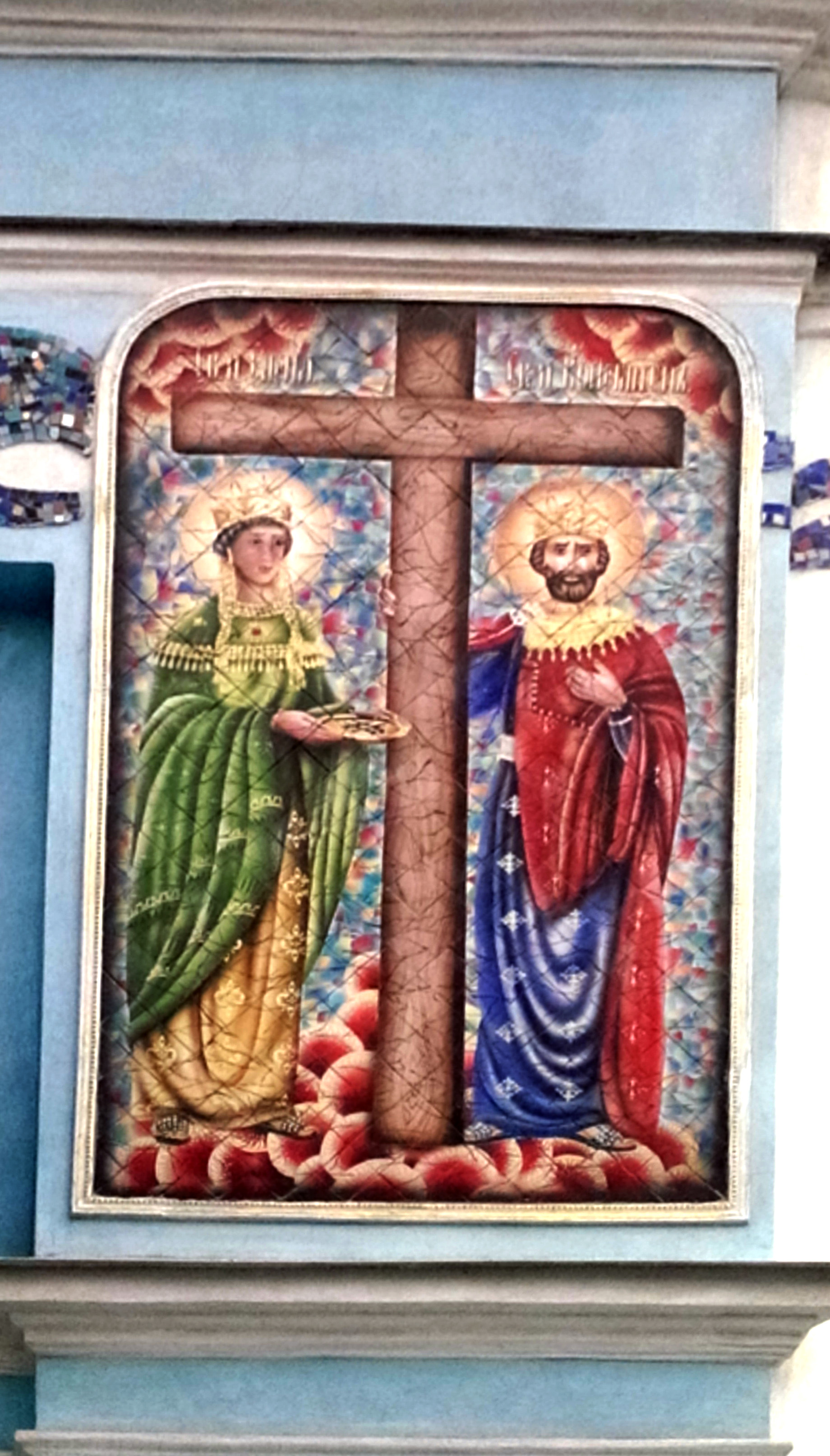
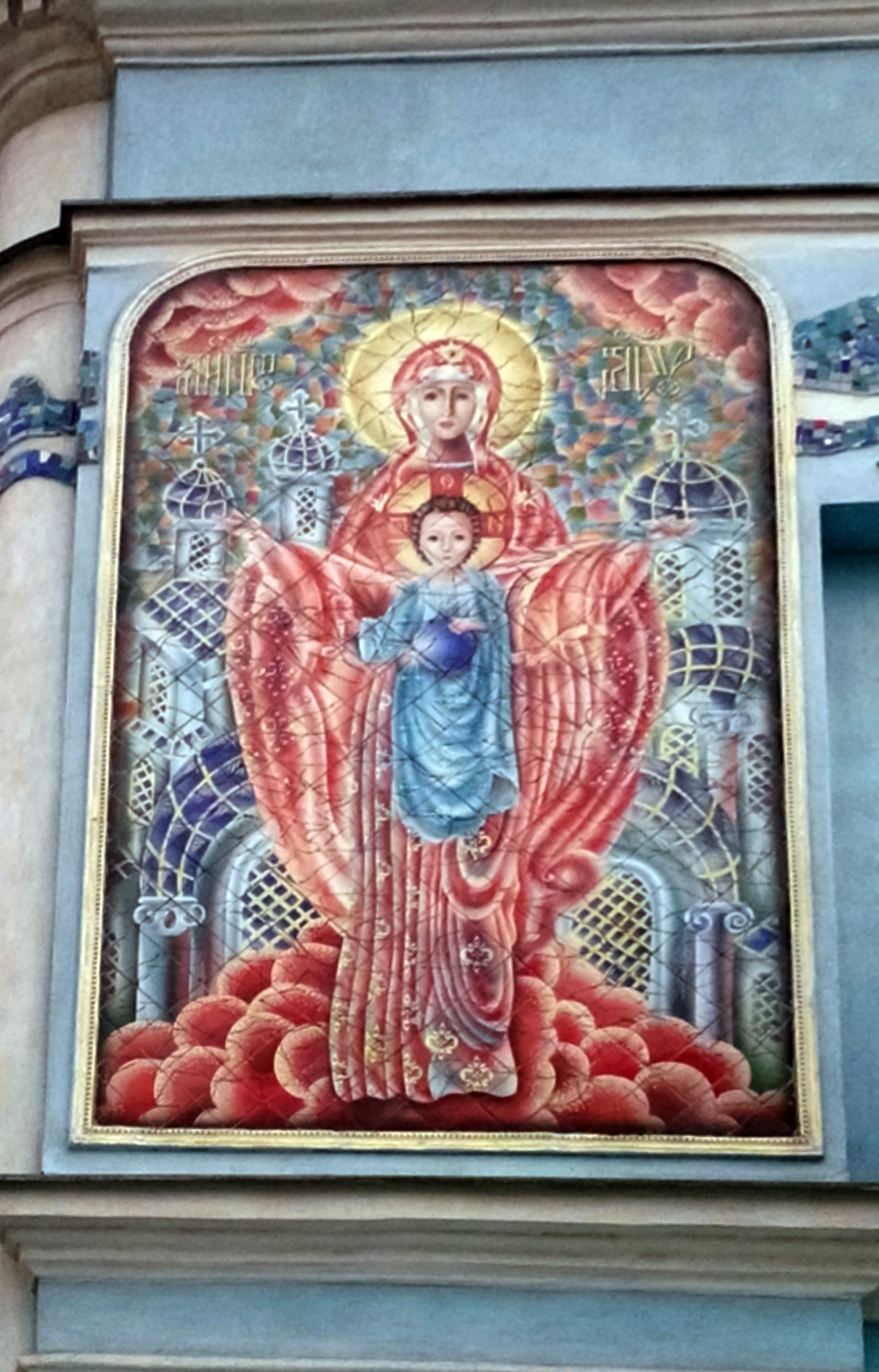